# Otto le joli cœur
Pour plus de détails, voir Fiche technique et Distribution.
Otto le joli cœur (Der schräge Otto) est un film allemand réalisé par Géza von Cziffra, sorti en 1956.

## Synopsis
Le meneur de la revue, Alexander Korty, aurait eu de nombreuses aventures dont les magazines font régulièrement rapport. Lui-même a du mal à convaincre sa femme Gertie de sa loyauté, mais il est en fait surveillé en permanence par son employée, Mme Sauerbier. Chez Korty, son attaché de presse, Otto Schräge, doit toujours recevoir la visite des dames. Quand la nouvelle chanteuse de Korty, Lilian Amado, demande à Korty de répéter les chansons de la revue, Otto se rend à l'hôtel avec son ami Fritz, où il rencontre la jolie Topsy Müller au kiosque à journaux. Elle le prend pour Alexander Korty et danse. Son père, Blasius, n'est pas ravi des ambitions de sa fille et lorsqu'il voit qu'Otto embrasse Topsy, ses pires craintes concernant la revue se confirment. Il expulse Otto et écrit une lettre à Alexander Korty dans laquelle il lui refuse sa fille de quelque manière que ce soit.
Mme Sauerbier reçoit la lettre et soupçonne Alexander d'avoir une liaison avec Topsy malgré sa surveillance. Il le nie et même Topsy, qui est invitée au théâtre, ne sait pas quoi faire avec le bon Alexandre. Dans une confrontation où elle est censée dénoncer l'imposteur, elle s'excuse pour Otto, qui est libéré après avoir découvert le mensonge, et ne le trahit pas. Elle danse alors devant le bon Alexandre, qui veut l’engager immédiatement pour sa revue.
Le contrat doit être établi, mais Blasius refuse initialement de le signer. Ce n'est que lorsque Mme Sauerbier promet de ne jamais laisser un homme dans le vestiaire de Topsy qu'il consent à ce que Topsy soit en période probatoire. Mme Sauerbier place Mme Miefke à la porte du dressing de Topsy, mais elle dort à cause de l'alcool, alors Topsy se voit bientôt envahie d'hommes : le chanteur Viktor Lani veut répéter avec elle la nuit et le producteur Alfons Rhoden veut la débaucher de la revue d'Alexander. Mme Sauerbier décide de la confier à Otto, sûre qu'il plaira à Topsy. En fait, il fait de son mieux, mais Topsy ne lui a pas pardonné son imposture et sort délibérément avec d'autres hommes. Après tout, comme elle est inexpérimentée, Otto doit la sauver des intrusions de Lanis et Alfons. Quand elle s'est une fois réfugiée chez Alexander et se réveille avec lui, l'épouse d'Alexander, Gertie, se présente rapidement, qui voit maintenant l'affaire confirmée. Elle veut d'abord pardonner à Alexandre, quand l'imposteur qui prétendait être Alexandre a été retrouvé.
Otto et Topsy deviennent secrètement un couple, craignant la colère de Blasius. Après toute la mauvaise expérience avec les admirateurs de Topsy, il refuse de signer le contrat. Mme Sauerbier le prend au piège et accepte même finalement sa demande en mariage. Quand Blasius et Mme Sauerbier veulent annoncer la bonne nouvelle de leur mariage à Topsy, ils surprennent Topsy et Otto ensemble dans le vestiaire. Alexander et Gertie sont aussi présents, et Blasius identifie Otto comme l'homme qui s'est avéré être Alexander. Depuis qu'Otto et Topsy ont annoncé leur mariage, Blasius est satisfait. Et Alexander et Gertie se retrouvent, puisqu'Otto est le véritable "coupable".

## Fiche technique
- Titre français : Otto le joli cœur[1]
- Titre original : Der schräge Otto
- Réalisation : Géza von Cziffra
- Scénario : Gustav Kampendonk
- Musique : Michael Jary
- Direction artistique : Hans Kuhnert, Paul Markwitz, Jean-Pierre Ponnelle, Peter Schlewski
- Costumes : Walter Salemann
- Photographie : Willi Sohm
- Son : Fritz Schwarz
- Montage : Ingrid Wacker
- Production : Kurt Ulrich
- Société de production : Berolina
- Société de distribution : UFA-Filmverleih
- Pays d'origine :  Allemagne de l'Ouest
- Langue : allemand
- Format : Couleur - 1,33:1 - mono - 35 mm
- Genre : Musical
- Durée : 104 minutes
- Dates de sortie :
  -  Allemagne de l'Ouest : 10 janvier 1957.
  -  Danemark : 21 décembre 1957.
  -  Mexique : 26 mars 1960.
  -  France : 12 avril 1961[1].
  -  Allemagne de l'Est : 5 juillet 1963.

## Distribution
- Walter Giller : Otto Schräge
- Germaine Damar : Topsy Müller
- Willy Fritsch : Alexander Korty
- Grethe Weiser : Mme Sauerbier
- Paul Hörbiger : Blasius Müller, le père de Topsy
- Claude Farell : Gertie Korty
- Gunther Philipp : Fritz
- Johannes Riemann : Alfons Rhoden
- Gerhard Wendland : Viktor Lani
- Maria Martino : Lilian Amado
- Fritz Schulz-Reichel (de) : « Otto le joli cœur »
- Trude Hesterberg : Mme Miefke
- Waltraut Sommer : la secrétaire Mlle Rieger
- Ewald Wenck : Brösel, le gardien du théâtre
- Bruno W. Pantel : Pohl
- Simone Emmerich : Moni Korty, la petite fille

## Source de traduction
- (de) Cet article est partiellement ou en totalité issu de l’article de Wikipédia en allemand intitulé « Der schräge Otto » (voir la liste des auteurs).